# Nalini Nadkarni
Nalini M. Nadkarni (née en 1954 à Bethesda, dans le Maryland) est une écologue indo-américaine, pionnière dans l'étude de la canopée de la forêt humide du Costa Rica. À l'aide d'équipement d'escalade pour effectuer son ascension, Nadkarni a entrepris un premier inventaire de la canopée en 1981, suivi par deux autres inventaires en 1984.

## Biographie
Nadkarni est née à Bethesda, dans le Maryland. Elle est le troisième enfant de Moreshwar et Goldie Nadkarni. 

Son père a immigré en Iowa en provenance de Thane, en Inde, tandis que sa mère est une native juive de Brooklyn d'ascendance russe et ukrainienne. 
Nadkarni étudie à l'université Brown où elle obtient son diplôme de premier cycle, puis elle obtient un doctorat de l'université de Washington. Elle est mariée au myrmécologue Jack Longino, qui est également professeur à l'université de l'Utah. Ils ont deux enfants.

## Carrière
Nadkarni s'est notamment consacrée à l'étude de l'écologie forestière, en particulier celle des forêts humides. Elle cherche notamment à résoudre d'apparentes contradictions dans la vie des végétaux de ces écosystème, et en particulier pourquoi il y a une abondance et une variété de vie végétale la plus abondante dans la forêt humide tropicale là où les sols sont les plus pauvres en éléments nutritifs ; Nadkarni a projeté de découvrir comment la vie végétale s'y est ancrée, développée et maintenue. La canopée qui est l'interface entre la forêt et le soleil lui est apparue être une zone d'intérêt ; elle y a notamment étudié les épiphytes, qui sont des plantes non-parasites (comme les orchidées et les fougères) utilisant les branches et les troncs d'autres plantes comme support de vie. Elle a montré que ces organismes apparemment secondaires ou "profiteurs" sont capables de piéger de la matière organique sous leur système racinaire, bien au dessus du niveau du sol naturel. Cette matière organique s'enrichit de restes de mousses et lichens, d'excréments et de mucus et de restes d'invertébrés (insectes notamment) et de communautés microbiennes et fongiques. Elle finit par former un tapis très riche en nutriments. Certains arbres de la forêt humide ont co-évolué avec ses espèces en apprenant à développer des racines aériennes, issues de leurs troncs, et des branches capables d'absorber ces nutriments. Les racines aériennes croissant dans ce tapis aident les arbres de la forêt humide, en leur fournissant des nutriments qu'ils n'ont pas reçu du sol pauvre en éléments nutritifs et qui n'y existent parfois presque pas. Les arbres développent alors une canopée plus dense et un réseau de branches plus important au profit des épiphytes qui trouvent là de nouveaux habitats et une protection contre la dessication et les excès d'UV solaires.
Les racines de certains arbres (par exemple de l'aulne rouge en zone tempérée abritent des nodules riches en actinobactéries symbiotes du genre Frankia capables de fixer (au profit de l'arbre) le diazote atmosphérique. 
Après avoir compris l'importance des épiphytes pour la forêt, N. Nadkarni a travaillé sur la menace que représentent pour elles la fragmentation forestière et le dérèglement climatique, qui tous deux contribuent à assécher le microclimat forestier, par exemple en forêts feuillues sempervirente humides de montagne selon une expérience conduite récemment (publication 2012) dans le sud-ouest de la Chine.

## Travail sur la vision de la naturalité comme moyen de réduire la violence
On avait déjà montré que voir des plantes vertes, un aquarium ou la nature au travers d'une fenêtre peut significativement améliorer la santé physique et/ou mentale, l'espérance de vie ou/et très significativement accélérer la guérison d’un patient. Un rapport de 2016 s'intéresse à la diffusion d'images de nature projetées en prison, qui pourraient diminuer le stress des prisonniers.
En 2017 l'écologue Nalini Nadkarni et son équipe de l'université de l'Utah décrivent les résultats de l'expérience suivante : 

Ils ont travaillé avec des prisonniers masculins violents et pour cette raison placés en cellule d’isolement.
En accord avec l'administration pénitentiaire, ces prisonniers « difficiles »  ont été divisés en 2 groupes. Dans le 1er groupe chacun a pu choisir de bénéficier de 45 minutes de vidéo de Nature (montrant des montagnes, forêts et océans) projetée dans une salle (où le prisonnier était seul), ceci 5 jours dans la semaine ; L'autre groupe était constitué de prisonniers ayant choisi de faire de l’exercice physique (durant ce même temps). 

Les membres du premier groupe se sont déclarés moins stressés et ils ont ensuite été impliqués dans 26 % moins d'incidents violents. 
Au passage, l’expérience a permis à la prison de Snake River (Snake River Correctional Institution) d’économiser plusieurs milliers de dollars en coûts médicaux résultant de dégradation et d'automutilation selon Renee Smith, responsable de service de santé comportementale de l'établissement. " Trois autres Etats vont tester la méthode.

Marc Berman (psychologue universitaire interrogé par la revue Nature) regrette l’absence d’un « groupe témoin » qui aurait pu visionner d’autres types de vidéos (images non centrées sur la nature) , afin de mesurer si c’est vraiment le fait de voir la Nature, et pas seulement voir autre chose que les murs de sa cellule 23 h par jour qui était calmant. Ceci n’a pu être fait, faute de personnel disponible dans la prison, mais les prisonniers ont eux-mêmes mentionné lors d’entretiens faits avec les auteurs de l’étude, l’importance du fait de voir des images de Nature qui - précisent certains - leur ont rappelé qu’il y a beaucoup plus de beauté dehors dans le monde que dans la prison… 
Selon l’auteur de l’étude, tout laisse penser que ces effets bénéfiques devraient pouvoir aussi aider les pensionnaires de maisons de soins et les habitants de zones urbaines.
Des commentateurs  ce type d’étude ne doit pas banaliser l'isolement cellulaire (pratique souvent jugée trop sévère et déshumanisante) ; et une projection de vidéos dans ces conditions ne saurait remplacer un vrai contact avec la nature.
Cette prison avait déjà expérimenté l'intérêt de permettre à des prisonniers de pratiquer le jardinage ou l'agriculture ou de coopérer à des projets scientifiques et de conservation de la nature avec des écologues. Et des prisons des États de Washington et de l'Oregon ont intégré une pépinière de l'abrisseau Artemisia tridentata Nutt. Ssp. Wyomingensis) destinée à restaurer l'habitat du Tétras des armoises Centrocercus urophasianus), et une pépinière d'une violette en raréfaction, la violette à éperon crochu (Viola adunca) pour soutenir la conservation du papillon Speyeria zerene hippolyta menacé dans l'Orégon. Des prisonniers élèvent aussi en captivité la Grenouille maculée de l'Oregon (Rana pretiosa) et des papillons de Taylor (Euphydryas editha taylori) et cultivent en pépinières plus de 60 espèces de plantes destinées à restaurer des prairies naturelles d'espèces autochtones. Plus de 2 millions de personnes détenues dans plus de 4 000 prisons aux États-Unis pourraient peut-être un jour pouvoir participer à de tels partenariats.

## Vulgarisation scientifique
Nadkarni et son travail dans la forêt tropicale du Costa Rica sont mis en lumière en 1988 dans la série de PBS, The Second Voyage of the Mimi (en), mettant en vedette un Ben Affleck débutant. 
Elle continue à s'investir dans la sensibilisation du grand-public et la vulgarisation scientifique ; son travail a été mis en exergue sur la page web de la National Science Foundation. Elle est l'auteure de Between Earth and Sky: Our Intimate Connections to Trees . Elle a aussi tenu des conférences TED sur l'importance de la conservation de la canopéeainsi que sur les « Sciences de la Vie en Prison ». 
Elle a également écrit quelques textes (avant-propos et citations) pour un livre destiné à de jeunes explorateurs, intitulé Kingfisher Voyages : Rain Forest, publié en 2006. 
Tout en écrivant elle s'implique dans la vulgarisation scientifique et la diffusion du concept de développement soutenable au sein de programme de réinsertion en prison,,

Pour cela elle entreprend notamment le développement des techniques de culture des mousses avec l'aide de prisonniers en voie de réinsertion, pour contrer la raréfaction d'espèces recherchées dans les forêts anciennes par les fleuristes comme élément de décor. Les prisonniers étant en contact avec les plantes y trouvent également un profit émotionnel et social.
Professeure émérite à l'Evergreen State College, elle est actuellement professeure au Département de Biologie et directrice du Centre pour l'Enseignement des Mathématiques et des Sciences à l'université de l'Utah.

## Distinctions et récompenses
Nadkarni a reçu de nombreuses distinctions et récompenses :
- Bourse Guggenheim, 2001
- Bourse Aldo Leopold, 2004
- Distinguished Visiting Professor Award de l'université de Miami
- J. Sterling Morton Award de la National Arbor Day Foundation
- Grace Hopper Lifetime Achievement Award
- Public Service Award de la National Science Board, 2010
- Le prix de la sensibilisation du public à la science de l'AAAS, 2011
- Prix Monito del Giardino pour l'Action pour l'Environnement, 2012
- Docteur honoris causa en Sciences de l'Université Brown, 2014[18].

## Sélection de publications
- (en) Nalini Nadkarni, Between Earth and Sky. Our Intimate Connections to Trees, University of California Press, 2008
- (en) Stephen P Yanoviak, Hannah Walker, Nalini Nadkarni (2004), Arthropod assemblages in vegetative vs. humic portions of epiphyte mats in a neotropical cloud forest ; Pedobiologia, Volume 48, Issue 1, 2004, Pages 51-58 (résumé)

## Espèces éponymes
- Procryptocerus nalini Longino & Snelling 2002 - Fourmi glissante (en)[19]
- Porina nadkarniae Lücking & Merwin 2008 - lichens épiphytes
- Gegeneophis nadkarnii (ou Gegeneophis danieli), Giri, Wilkinson & Gower, 2003 - gymnophione.